# Ункель
Ункель (нем. Unkel) — город в Германии, в земле Рейнланд-Пфальц. 
Входит в состав района Нойвид. Подчиняется управлению Ункель.  Население составляет 4945 человек (на 31 декабря 2010 года). Занимает площадь 8,16 км². Официальный код  —  07 1 38 073.
Город подразделяется на 3 городских района.

## Фотографии
- Церковь